# جويتيكس أسامواه فريمبورغ
كوابينا جوزيف أسامواه فريمبورغ (بالإنجليزية: Kwabena Joseph Asamoah-Frimpong)‏ (مواليد 17 أبريل 1982 في مامبونغ نسوتا) لاعب كرة قدم غاني دولي يجيد اللعب في خط الهجوم . يلعب حاليا لصالح نادي يونغ بويز السويسري منذ سنة 2007 .

## روابط خارجية
- جويتيكس أسامواه فريمبورغ على موقع الاتحاد الدولي (مؤرشف)  (الإنجليزية)
- جويتيكس أسامواه فريمبورغ على موقع قاعدة بيانات كرة القدم.إي يو (الإنجليزية)
- جويتيكس أسامواه فريمبورغ على موقع ناشيونال فوتبول تيمز (الإنجليزية)
- جويتيكس أسامواه فريمبورغ على موقع عالم كرة القدم.نت (الإنجليزية)